# Prensa en Costa Rica
Costa Rica tiene una gran tradición periodística. Han existido publicaciones de todos los temas, tanto políticos, religiosos, como de protesta. El periodismo en Costa Rica como tal fue creado el 25 de noviembre de 1824 mediante el decreto 23 de la Colección de Leyes de ese año, durante el gobierno de Juan Mora Fernández, el cual hace una invitación a los ciudadanos a establecer periódicos manuscritos. La imprenta fue introducida a Costa Rica en 1830, importada por Miguel Carranza Fernández, y se llamó La Paz. El primer medio impreso de Costa Rica fue creado por Joaquín Bernardo Calvo (a quien se considera como «Padre del periodismo costarricense») cuando el 4 de enero de 1833 circuló el primer número del semanario El Noticioso Universal. Un día después, empezó a circular también el Correo de Costa Rica.
Entre 1834 y 1875 circularon gran cantidad de medios impresos de publicación quincenal o semanal, entre los que destacan La Tertulia (1834), de creación política, a cargo de Vicente Castro; Aurora de la Constituyente de Costa Rica (1838), que promueve la separación de Costa Rica de la República Federal de Centroamérica; El Mentor costarricense (1842-1846), creado por iniciativa de José María Castro Madriz; la Gaceta Oficial (1844); El Costarricense (1846), establecido por decreto oficial; El Guerrillero (1850), el primer periódico satírico del país; Eco de Irazú (1854), uno de los más importantes de la época, trataba de temas de interés general con mucha libertad; El Estudiante, El Rayo, La Crónica de Costa Rica, El País, La Nave, etc.
Fue en 1875 que aparece en Cartago El Telégrafo, el primer diario de Costa Rica, creado por los hermanos Francisco y Pedro Ulloa. En 1878 empieza a circular La Noticia a instancias del periodista colombiano Juan N. Venero, director de La Gaceta, a la que además dividió por primera vez por secciones. De 1883 data el semanario más antiguo del país aún en circulación, el Eco Católico.
El 1 de enero de 1885, vio la luz el emblemático Diario de Costa Rica, dirigido por Joaquín Bernardo Calvo y fundado por el periodista y diplomático salvadoreño Alberto Masferrer y el poeta y escritor guatemalteco Máximo Soto Hall. Su importancia radica en que fue el que fijó el diarismo en el país.
El Heraldo fue el periódico más importante del país durante la primera mitad del siglo XX. Empezó a publicarse el 30 de octubre de 1890 y se mantuvo 33 años ininterrumpidos. Entre sus directores sobresalen Pío Víquez y Aquileo Echeverría. Marcó cambios importantes en el periodismo, especialmente por la calidad de sus contenidos.
El 11 de junio de 1899, nace La Prensa Libre, el diario más antiguo aún en circulación en el país. bajo la dirección de Juan Fernández Ferraz. Se le considera el decano de la prensa nacional. Entre sus directores históricos se cuentan al periodista, poeta e historiador salvadoreño Francisco Gaviria, el poeta nicaragüense Rubén Darío, los escritores costarricenses Roberto Brenes Mesén y José Marín Cañas. Luego, el periódico sería adquirido por José Borrasé Rovira. El 15 de enero de 1949 asumió la dirección Andrés Borrasé Sanou, quien mantuvo el cargo por espacio de 49 años, récord no superado todavía en la dirección de un periódico en América Latina. La Prensa Libre cerro el 31 de diciembre del 2014.
El periódico La Información tuvo importante impacto en las primeras décadas del siglo XX, hasta que fue quemado por una muchedumbre enardecida en 1919 por servir a la dictadura de Federico Tinoco Granados. Rogelio Fernández Güell, fundador de El Imparcial, había sido asesinado un año antes por enfrentarse, desde la trinchera periodística, a los desmanes del dictador.
Entre 1919 y 1958 se publicó la importante revista Repertorio Americano, dirigida por Joaquín García Monge, donde publican grandes escritores nacionales e internacionales como Rómulo Tovar, Omar Dengo, Roberto Brenes Mesén, Fabián Dobles, Emma Gamboa Alvarado, Yolanda Oreamuno, Luis Dobles Segreda, Abelardo Bonilla, Juan Marinhelo (cubano), Alfonso Reyes Ochoa (mexicano), Pedro Henríquez Ureña (filólogo dominicano), Jaime Torres Bodet (mexicano), Arturo Capdevilla (poeta argentino), Marcelino Menéndez Pelayo (políglota español), José Vasconcelos (mexicano), Rafael Arévalo Martínez (novelista guatemalteco), Alberto Masferrer (periodista y diplomático salvadoreño) y Gabriela Mistral (premio Nobel de Literatura chilena) entre otras figuras.
De los años 30 proviene el periódico La Hora, creado por el novelista José Marín Cañas, y que cerró sus puertas en 1973. La década de los 40 destaca por el enfrentamiento ideológico entre los ya desaparecidos Diario de Costa Rica (1919), dirigido por Otilio Ulate Blanco, y La Tribuna (1920), que apoya a Rafael Ángel Calderón Guardia, en el marco de la lucha política de mediados de siglo que va a derivar en la Guerra Civil de Costa Rica de 1948.
El 12 de octubre de 1946 circula el primer número del diario La Nación, fundado por Ricardo Castro Beeche. Desde entonces, La Nación es uno de los diarios de mayor influencia en la vida del país. En la década de los noventa, publicó revistas y suplementos como Rumbo, Triunfo, Perfil, Tambor, Zurquí, etc. Actualmente, pertenece al Grupo Nación, dueño también de otros diarios y revistas como Al día, El financiero, La Teja, Vuelta en U y Perfil.
En 1950, es fundado el periódico La República, cuyo primer director es el periodista, escritor y político Alberto Cañas Escalante. Actualmente tiene una orientación enfocada a los asuntos económicos y financieros. De septiembre de 1970 data el Semanario Universidad, perteneciente a la Universidad de Costa Rica, de contenido social y de denuncia.
El Diario Extra, de estilo populista y sensacionalista, nace el 17 de septiembre de 1978, obra de José Andrés Borrasé, hijo de Andrés Borrasé Sanou, director de La Prensa Libre. Ambos periódicos forman parte del Grupo Extra (que incluye una frecuencia de radio y un canal de televisión), y fueron dirigidos por el periodista William Gómez Vargas hasta su muerte en 2012.
Debido a problemas económicos y disputas legales el Grupo Extra dejó de operar el 1 de junio de 2023. Cerrando los medios extra tv42, Radio América y el propio periódico. diario Extra. 